# 太空的六場葬禮
《太空的六場葬禮》（Six Wakes），是慕兒·拉佛提的科幻推理小说。2017年1月，以平装本和电子书出版。

## 故事概要
因基因工程與心智駭客惡意修改心智圖（mindmap）等濫用，針對克隆技術制定许多法律，即《複製人國際治理法附加條例》，簡稱「附則」（Codicils）。附則將克隆技術限制在延續個體生命上，即當個體死亡之際，利用心智圖，將記憶移轉到克隆人身上，延續生命。
沉睡號（Dormire），是艘载有数千名潜在殖民者的星艦，計畫从地球前往天倉五星系。所有乘客都處在冷凍睡眠；在漫長旅程中，只有六名的前罪犯仍保持清醒，透過不断重新克隆自己，更新记忆，以在崗位上繼續工作。旅程预计需要几个世纪，由莎莉·明尼亞倫领导，她是位古怪的亿万富翁，资助了建造沉睡號，也是乘客。
故事之初，最新被克隆的船员玛麗亚·亞瑞娜在航行25年后醒来，发现她最近一次克隆的自己，以及其他船员的自我遭到谋杀，而她關於整个旅程的记忆遭到抹去。其他船员新的克隆人醒来时也一樣失忆。複製區遭到破坏；星艦的导航人工智能伊恩（IAN）已瘫痪，而星艦正偏离航线。6名船员——艦長卡翠娜·迪·拉克鲁兹、副艦長暨船上安全主管拉夫岡、領航员佐藤明弘、醫官喬安娜·葛拉斯、工程师保罗·秀拉，及玛丽亚本人，試圖解開這起密室謀殺事件，找出誰是六人中的幕後黑手，並試著讓航行重回正轨。

## 獲獎
《太空的六場葬禮》獲2017年BSFA最佳小说奖的提名，及2018年菲利普·K·迪克紀念奖、2018年雨果奖最佳長篇小说奖和2018年星云獎。

## 腳註
1. 1 2 3 4 5  列在網路推理小說資料庫中的《太空的六場葬禮》
2. ↑  2018 Hugo Awards （页面存档备份，存于）, at TheHugoAwards.org; retrieved July 18, 2018
3. ↑  2017 Nebula Awards （页面存档备份，存于）, at Science Fiction Writers of America; retrieved July 18, 2018